# Broindon
Broindon is een gemeente in het Franse departement Côte-d'Or (regio Bourgogne-Franche-Comté) en telt 106 inwoners (2009). De plaats maakt deel uit van het arrondissement Dijon.

## Geografie
De oppervlakte van Broindon bedraagt 4,7 km², de bevolkingsdichtheid is dus 22,6 inwoners per km².
De onderstaande kaart toont de ligging van Broindon met de belangrijkste infrastructuur en aangrenzende gemeenten.

## Demografie
Onderstaande figuur toont het verloop van het inwonertal (bron: INSEE-tellingen).